# La Bassée
La Bassée är en kommun i departementet Nord i regionen Hauts-de-France i norra Frankrike. Kommunen ligger i kantonen La Bassée som tillhör arrondissementet Lille. År 2022 hade La Bassée 6 678 invånare.
Under första världskriget drogs de tyska ställningssystemet tätt förbi La Bassée, som kom att falla inom en vid flera tillfällen omstridd frontdel. De allierade satte här in fruktlösa genombrytningsförsök i december 1914, maj 1915 och i september-oktober samma år. Våren 1918 förlade tyskarna en av sina offensiver till området norr om La Bassée. Genom de allierades slutgiltiga offensiv på hösten 1918 blev den svårt sönderskjutna staden definitivt återerövrad.

## Befolkningsutveckling
Antalet invånare i kommunen La Bassée
| Referens: INSEE |